# Territorialiteitsbeginsel
Het territorialiteitsbeginsel is een beginsel dat geldt in het recht, en met name in het internationaal privaatrecht als in het strafrecht, alsook, in een ruimere betekenis, in de democratie.  

## Democratie
Een democratie streeft, op elk bestuursniveau, naar een maximale eenduidigheid over welke overheid bevoegd is over welke persoon en in welk gebied. Een burger mag privé-woningen bezitten in één, twee of meer gemeenten, hij geniet doorgaans slechts in één gemeente stemrecht en in die gemeente zal hij ook de belastingen op zijn inkomen betalen. Andere gemeenten kunnen slechts belastingen heffen op lokale onroerende goederen en dergelijke.
Het territorialiteitsbeginsel is ook een vast kenmerk van de seculiere democratie. Het bepaalt namelijk de onderhorigheid van elke burger aan de burgerlijke (seculiere) overheid, éérder dan een eender welke niet-territoriale overheid, zoals religieuze of culturele groepen of professionele corporaties. 
Het territorialiteitsbeginsel draagt ook bij tot de stabiliteit van democratische systemen. Het beperkt namelijk sterk de omvang en frequentie van betwistingen tussen naburige of concurrerende democratische besturen. De grondwetten en de bestuurlijke organisatie van zowat alle democratische staten verankert dat daarom ook stevig. Niettemin dat is het géén perfect, noch eenvoudig principe, getuige daarvan de complexiteit van de fiscale wetgeving.
Het territorialiteitsbeginsel is onderdeel van de communautaire tegenstelling in België. Terwijl de Franstaligen in de taalkwestie het personaliteitsbeginsel aanhangen, en het recht van personen dus boven de grond stellen, pleiten de Nederlandstaligen voor het territorialiteitsbeginsel, wanneer zij stellen dat de plaats waar men woont de voertaal bepaalt.

## Recht
In het recht houdt het territorialiteitsbeginsel in dat het recht van het land waar een persoon zich bevond of waar een handeling werd verricht van toepassing is. Elk in Nederland gepleegd delict kan dus naar Nederlands strafrecht worden vervolgd en berecht. Ook staat dit beschreven in het Nederlandse internationaal privaatrecht (Wet AB art. 7-10). Het aanknopingspunt ter bepaling van het toepasselijke recht is het land waar iemand zich bevindt, of waar het betrokken voorwerp is of waar de handeling wordt verricht. In het Nederlandse strafrecht (art. 2 Strafrecht) wordt het als volgt geformuleerd: Strafbare feiten binnen het territoir van het Rijk in Europa gepleegd, worden hier te lande vervolgd, ongeacht de nationaliteit van de dader.
Het grondgebied bepaalt de geografische zone waarin de staat zijn bevoegdheden kan uitoefenen.